# ごいた
ごいたは、石川県鳳至郡能都町（現・同郡能登町）の漁師町である宇出津地区で発祥し、全国に伝わったボードゲームである。

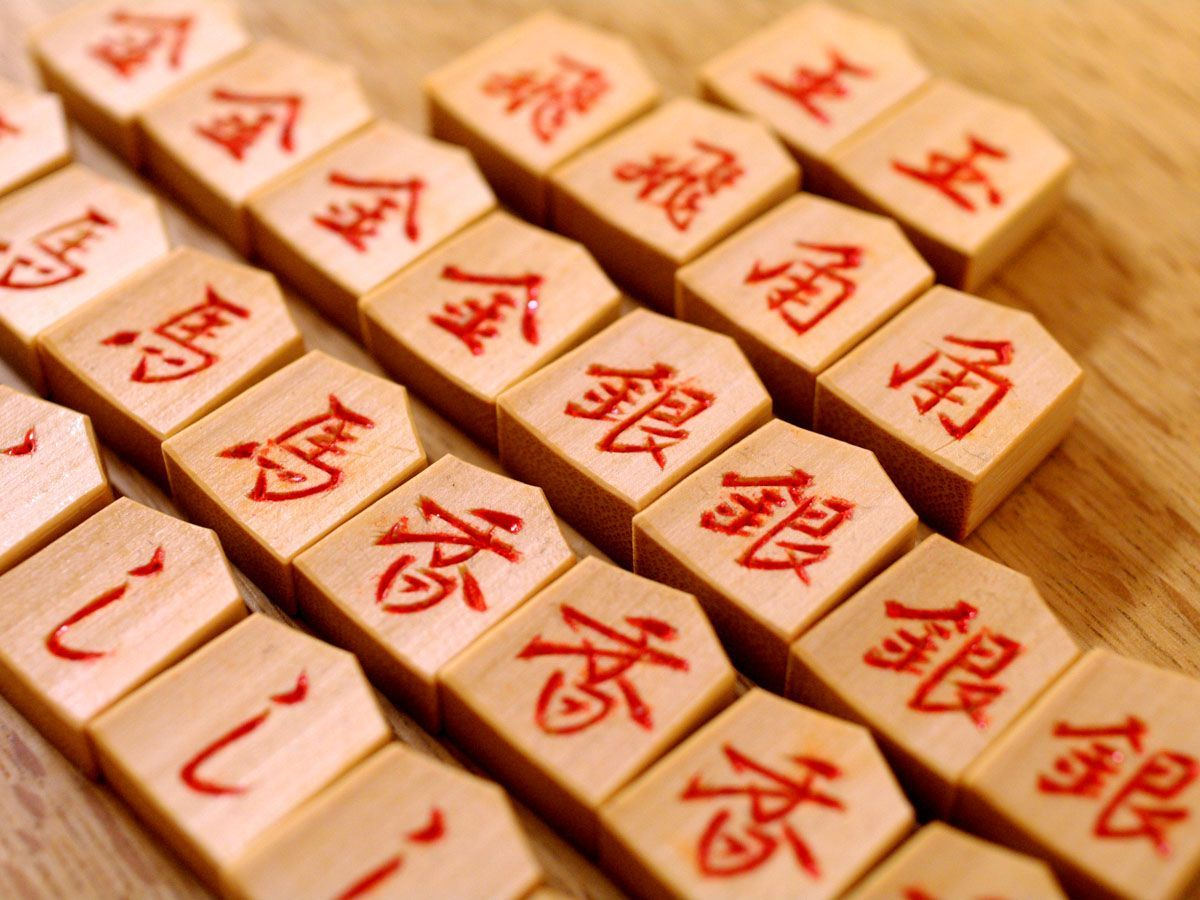
ごいた

## 用具
ごいたは、将棋の駒に似たコマと盤を用いて行われる。盤は適当な板でよく、普通は将棋盤や碁盤が使用される。
コマは将棋の駒と同じ形の物である。但し将棋のものとは違い、竹製で裏は全て無地であり、どの駒も同じ大きさ・形であるため、麻雀牌と同じく裏から見ると駒の区別が全くつかない。また、「桂馬」は「馬」、「歩兵」は「し」と書かれている。「歩兵」が「し」になった経緯として、「歩」を彫る労力を省くために裏面の「と」の方を彫っていたのがやがて「し」に変化したとの説がある。構成は将棋とほとんど同じであるが、「し」のコマは10枚であり、全部で32枚である。
コマは手作りの物が多い。かつては、海が荒れて漁に出ることができないときに一週間くらいかけて作られていた。
コマをカードなどで代用することも可能である。また、ラブレター（16枚1セット）のカード2セットで代用することも可能である。

## ルール
ここでは能登ごいた保存会で定められているルールを紹介する。
ごいたは4人で行われる。最初にコマを引いて2人の組を決め、同じ組の人が向かいになるように席を決める（この席順はコントラクトブリッジなどと似ている）。上位のコマを引いた組の一人が親となる。
盤上にすべてのコマを伏せて並べ、親から順に1枚ずつ取っていく。なお、コマを取る順番は親から反時計回りで、プレイの順番も同じである。全員が8枚のコマを取ったら競技が始まる。
まず、誰かが「し」を5枚以上持っていた場合、以下の特殊ルールが発動する。
- 誰か1人だけ「し」をちょうど5枚持っていた場合、味方と相談してそのままゲームを始めるかコマを全て配り直すか決める。このとき味方に伝えていいのは配り直しを希望するか否かのみである。相談の結果配り直した場合でも親は変わらない。
- 敵同士で「し」を5枚ずつ持っていた場合、両ペアとも味方と相談してそのままゲームを始めたいかコマを配り直したいかを決める。両ペアとも配り直しを希望した場合のみ配り直し、どちらか片方でも続行を希望すればそのままゲームを始める。配り直した場合でも親は変わらない。
- 味方同士で「し」を5枚ずつ持っていた場合、その時点でそれまでの得点に関係なくそのペアがゲーム全体で勝利となる。
- 誰かが「し」を6枚以上持っていた場合、手役となり、そのゲームはそのペアの勝利となり以下の得点が入る。
  - 6枚の場合は、残り2枚が同じコマが違うコマかで得点の出し方が異なる。
    - 残り2枚が同じコマのときは、そのコマの得点の2倍。
    - 残り2枚が違うコマのときは、より高い(低くない)方のコマの得点。

  - 7枚の場合は、残り1枚のコマの得点の2倍。
  - 8枚すべての場合、100点。
  - コマの点数は「王」が50点、「飛」「角」が40点、「金」「銀」が30点、「馬」「香」が20点である。
  - 手役を持ったプレイヤーが次のゲームの親となる。

| 残りのコマ | 王  | 飛 | 角 | 金 | 銀 | 馬 | 香 | し  |
| ---------- | --- | -- | -- | -- | -- | -- | -- | --- |
| 王         | 100 | 50 | 50 | 50 | 50 | 50 | 50 | 100 |
| 飛         | 50  | 80 | 40 | 40 | 40 | 40 | 40 | 80  |
| 角         | 50  | 40 | 80 | 40 | 40 | 40 | 40 | 80  |
| 金         | 50  | 40 | 40 | 60 | 30 | 30 | 30 | 60  |
| 銀         | 50  | 40 | 40 | 30 | 60 | 30 | 30 | 60  |
| 馬         | 50  | 40 | 40 | 30 | 30 | 40 | 20 | 40  |
| 香         | 50  | 40 | 40 | 30 | 30 | 20 | 40 | 40  |
| し         | 100 | 80 | 80 | 60 | 60 | 40 | 40 | 100 |

最初の親は手持ちのコマの1枚を伏せて置く。親が盤上に手持ちのコマを一枚出す。これを攻めるという。次の人は
- 出されたコマと同じコマを持っている場合、そのコマを出して新たな親となることができる。これを受けるという。親になったら新しいコマで攻める。
- 同じコマを持っていない場合や持っていても出したくない場合は、「なし」と言って次の人に手番を回す。

親以外の3人が「なし」といった場合、親は手駒から1枚伏せて捨て、新しいコマで攻める。
「王」は特別なコマであり、親が「飛」「角」「金」「銀」「馬」を出した時にも出すことができる。これを「切る」という。
- 「香」または「し」を王で切ることはできない
- 「王」は攻めには使えない。但し既に1枚場に出てる場合や、自分が2枚とも持っている場合、最後の上がりに使う場合は攻めに使っても良い。
  - 自分が「王」を2枚とも持ってて攻めに使う場合でもそれを公開もしくは宣言する必要は特にない。というのも「王」を攻めに使うのは通常勝ちが攻めに出すプレイヤー視点で確定した場合に行うのであり、他プレイヤーの「なし」を聞くまでもなく自分の駒を全て並べるため「王」を2枚とも持っていたことはすぐに証明されるためである。
  - 「王」を伏せて場に出すことは事実上ありえないが、その場合、自分が伏せたのであれば場に出てることが分かってるので「王」を攻めに使えるが、他のプレイヤーが伏せた場合、場に出てることは分からないので攻めには使えない。
  - 「王」での攻めが発生した場合、他のプレイヤーは受けることができず、攻めたプレイヤーが手駒から1枚伏せて新たなコマで攻めることになる。
  - そもそも最後の上がりに出すコマは「上がり」であって「攻め」ではないため、そのコマが「王」であっても王で攻めたことにはならない。

このようにして手持ちのコマを減らしていき、最初にコマをなくしたプレイヤーのいる組がそのゲームで勝利となり、最後に出したコマの得点を得て、コマをなくしたプレイヤーが次のゲームの親となる。最終的に決められた点(普通は150点)に到達した組がゲーム全体で勝利となる。
- コマの点数は「し」以外は手役のときと同じで、「し」は10点である。
- 残りが2枚でどちらも同じコマの状態で、誰も受けることなく一巡してきた場合は得点が2倍になる。但し攻めを受けてからの上がりでは同じコマでも2倍にはならない。

## 歴史と普及

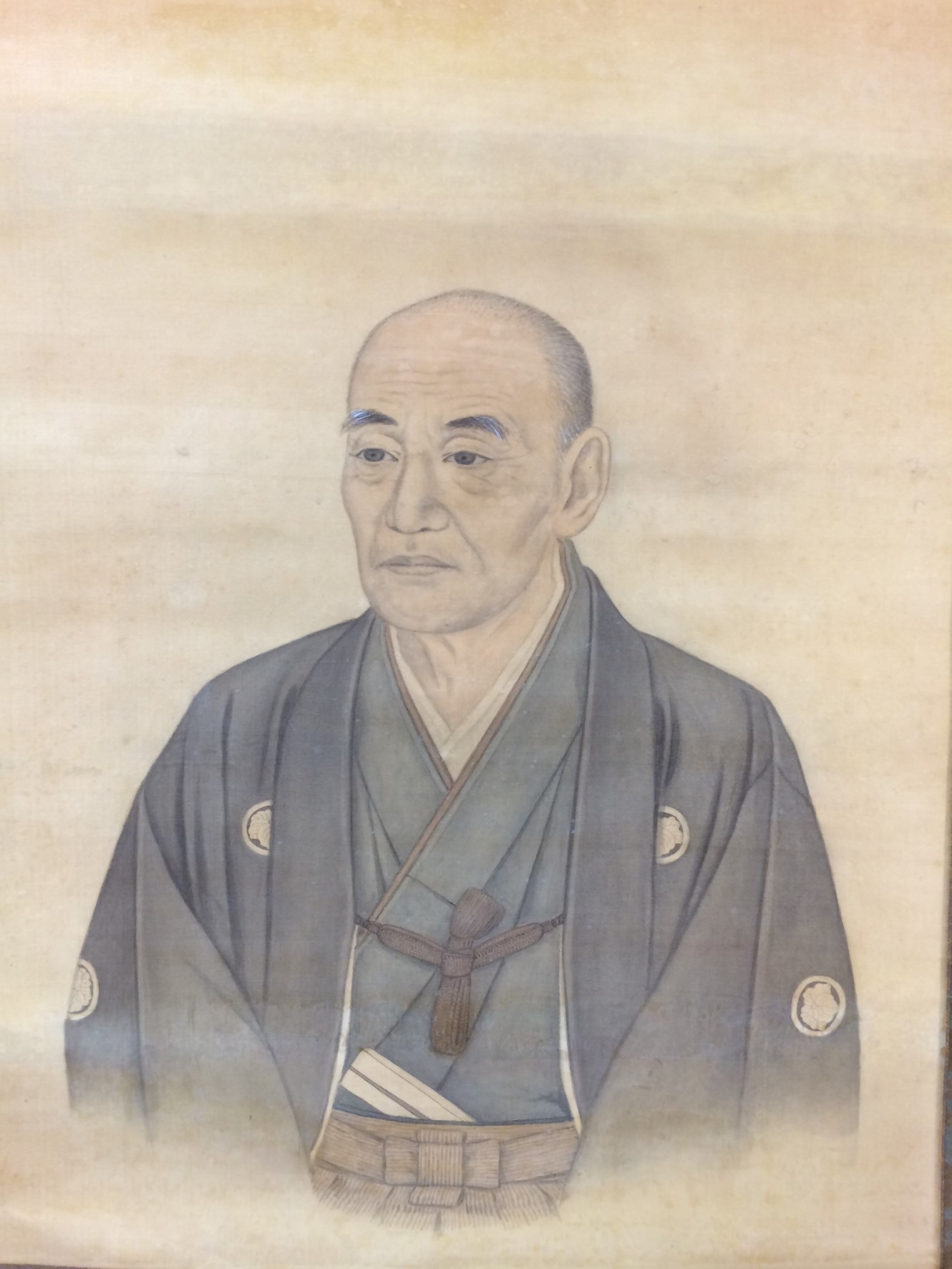
布浦清右エ門肖像（布浦家蔵）

考案されたのは明治時代初め。宇出津新町の商家「布清」の布浦清右エ門と宇出津の棚木に住んでいた通称三右衛門によって作られたとされる。布浦清右エ門は集魚灯を考案したり能登で初めて造花技術をもたらす発明家であった。絵や書をよくたしなみ無類の将棋好きで、越中、越後にあった将棋系の遊びに着想を得て考案したのが「ごいた」のはじまりではないかと言われている。布浦家は布浦清右エ門から四代目にあたる布浦和彦によって、能登町宇出津地区で現在でも布浦百貨店として家業を営んでいる。一方の三右衛門については定かではなく、勝負ごとに熱心な遊び人で布浦清右エ門の将棋仲間であったことしか伝わっていない。
こうして生まれたごいたは夏場の海が荒れて漁に出ることのできない時期の棚木や新村方面の漁師によって盛んに行われる。ごいたを遊ぶ人間はどんどん増え、漁番屋・御旅社・網干場などの海辺にござを敷いて遊ぶ姿は夏の風物詩となるほどであったが、ごいたが宇出津地方から外に出ることは一度もなかった。終戦後には安宅健次によって「娯慰多」の3文字をあて、紙製のごいたで全国に普及を図るも失敗に終わる。1977年に能都中央公民館（現・宇出津公民館）がごいたの保存と一般への普及を図りはじめて大会を行った。
ごいたを遊ぶ人が高齢化して若年層で遊ぶ人が減ったため、ごいた文化の保存を目指して1999年5月14日に初代会長となる干場三郎（故人）、二代目会長洲崎一男と前述の布浦和彦をはじめとする住民有志32人が「能登ごいた保存会」を結成。宇出津の中でも細かい部分で地域差のあったごいたのルールをまとめ、現在のごいた公式ルールを作って普及につとめた。2002年に大阪商業大学の高橋浩徳がボードゲーム愛好家らに紹介したことで能登半島以外でも徐々に知られるようになり、2008年には東京浅草で開催されるボードゲームの祭典「ゲームマーケット」に出展し、その年間大賞である「第6回シュピレッタ賞」の大賞に選ばれた。保存会は定期的に年6回の大会を毎年開催し、ごいた番付をつけることによって参加者の競技力の向上を目指している。
現代ではインターネットなどを通じて知名度が高まり、SNSを通じてごいたは全国に広がったことによりプレイ人口は約1万人に増加。保存会は東京都、大阪府、神奈川県、長野県、宮城県、石川県金沢市、埼玉県、福岡県に支部を持ち、2014年から年一度の都道府県対抗大会も開かれている。また、竹駒の道具がなくても、カードやスマートフォンのアプリで代用できるようになった。
また、近年ではVRChat上で遊べる場も存在し若年層にも更に認知を広げている。
2008年1月15日に能登町無形文化財として伝承娯楽「ごいた」が登録される。
2018年にごいた誕生150周年記念と観光PRを目的として宇出津港いやさか広場に、ごいたの駒を模したモニュメントが設置された。

## 商標
ごいたは2008年３月に第28類「おもちゃ」、第41類「技芸・スポーツ又は知識の教授、セミナーの企画・運営又は開催、図書及び記録の供覧、おもちゃの貸与」で商標原簿に登録されている。2016年には「能登半島宇出津地域に伝わる娯楽ごいたを広く普及継承していくこと。及び全国各地の支部活動、並びに会員相互の競技力向上への支援や、ごいた関連グッズの管理及び適正なる認可を行い、並びにごいたルールの管理を行う。また、ごいた駒製作技術の保存継承支援を行っていくこと」などを目的として日本ごいた協会が設立され、その一環として商標の管理をしている。そのため将棋や囲碁などの伝統ゲームとは違い、ごいたの名を冠したグッズやゲームを販売するためには日本ごいた協会からの認可を受ける必要があり、認可された商品には協会の認定マークが付く。